# Адам де Костер
Адам де Костер (нід. Adam de Coster 1586, Мехелен — 4 травня, 1643, Антверпен) — художник з Південних Нідерландів доби раннього бароко.

## Життєпис
Збережено мало відомостей про життєвий шлях митця і вони мають уривчастий характер. Він народився у місті Мехелен на зламі 1585—1586 рр. Його батьки — Клара ван дер Борх та Ян де Костер.
Точних відомостей про навчання або перебування у Італії не збережено. Декілька творів художника були ідентифіковані як твори Адама де Костера, їх тривале перебування у колекціях італійських аристократів свідчить про його перебування у Римі. Дотично про перебування у Римі свідчать його твори з караваджиською тематикою та стилістика тенебрізму, притаманна творам багатьох караваджистів. Його за пристрасть до нічного освітлення навіть називали нічним. Був знайдений документ про перебування Адама де Костера 1635 р. у місті Гамбург, тобто це розцінили як схильність до подорожей. Відомо також, що він мав родичів, котрі виїздили до Італій і працювали там як художники.
Певний період життя він працював у місті Антверпені, де його твори добре знали. Про визнання і авторитет Адама де Костера свідчить також той факт, що його портрет був створений для «Іконографії» художником Антонісом ван Дейком, куди відбирали тільки славетних митців. 
Художня манера митця дещо наближена до творів француза Жоржа де Латура та утрехтського майстра Герріта ван Гонтгорста раннього періоду. Але це свідчить швидше про розповсюдження світлотіні караваджистів як техніки живопису, ніж за художні впливи чи сумісну роботу. Незвичним твором вважають також подвійний портрет двох скульпторів надвечір, в котрому вбачають зображення Франсуа Дюкенуа та Георга Петеля.
Серед картин із денним освітленням — «Три співаки», хоча твір помітно поступається колористикою творам Матіаса Стомера чи Герріта ван Гонтгорста.

## Перелік обраних творів
- « Три співаки »
- « Зречення апостола Петра», різні варіанти
- «Невідомий зі свічкою»
- «Два скульптори надвечір»
- «Гравці в карти», різні варіанти
- «Гравці в трік-трак»
- «Юдиф і служанка з головою Олоферна»
- «Молитва св. Франциска ассізького та чернець Лео», бл. 1626 р.

## Галерея обраних творів

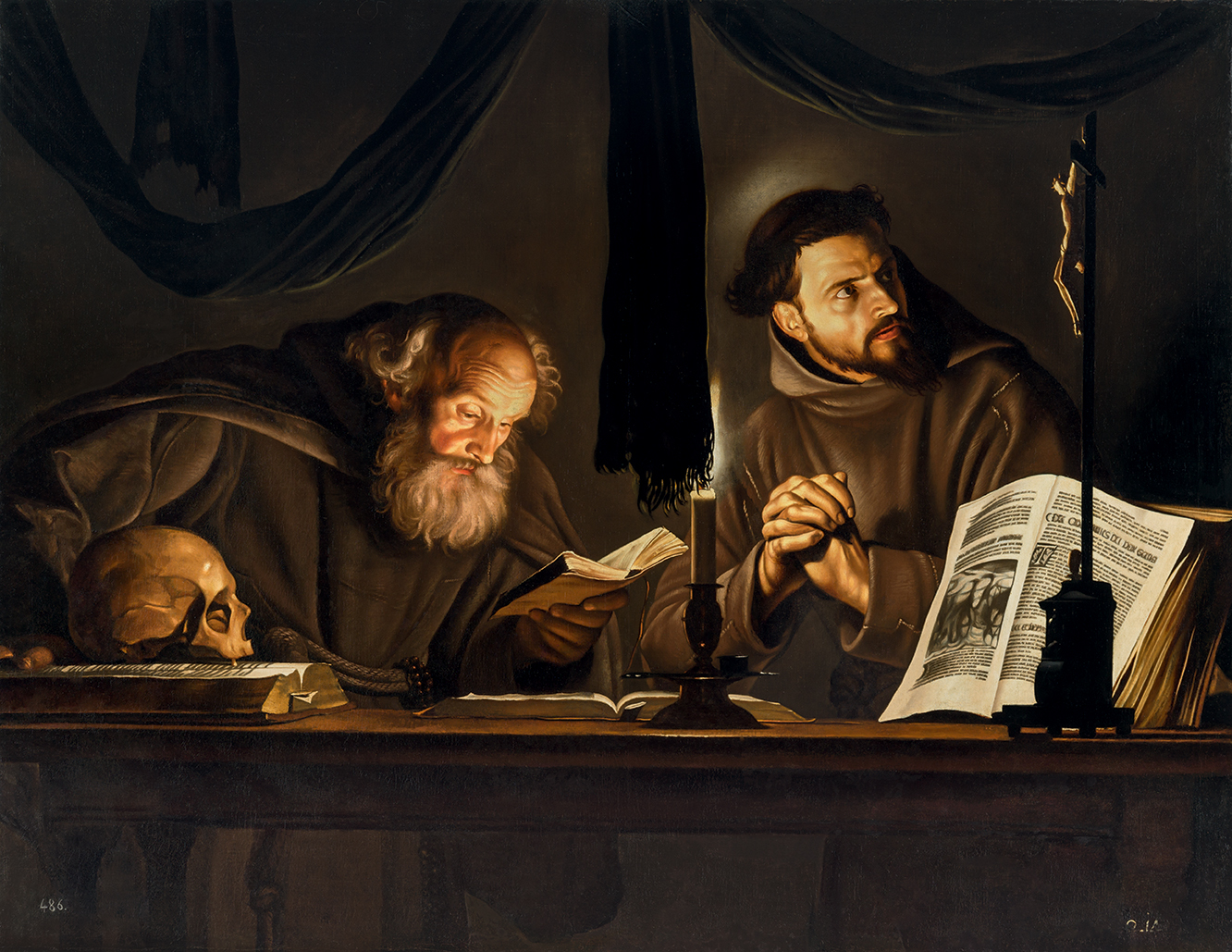
Адам де Костер. «Молитва св. Франциска Ассізького та чернець Лео», бл. 1626 р.

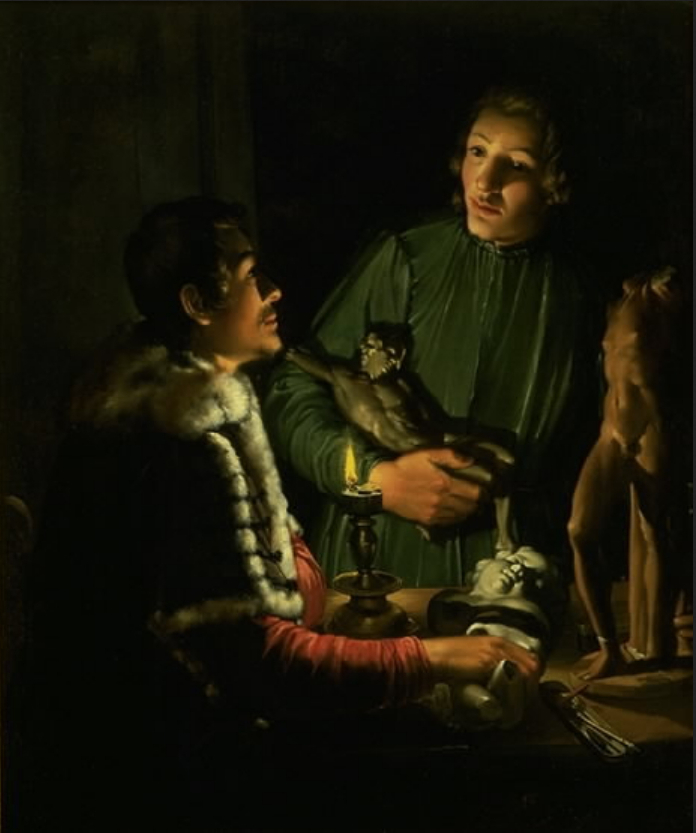
Адам де Костер. Два скульптори надвечір (Франсуа Дюкенуа та Георг Петель),бл. 1622 р.
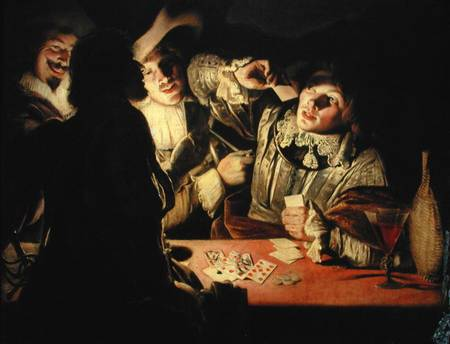
Адам де Костер. «Гравці в карти», 1620 р.
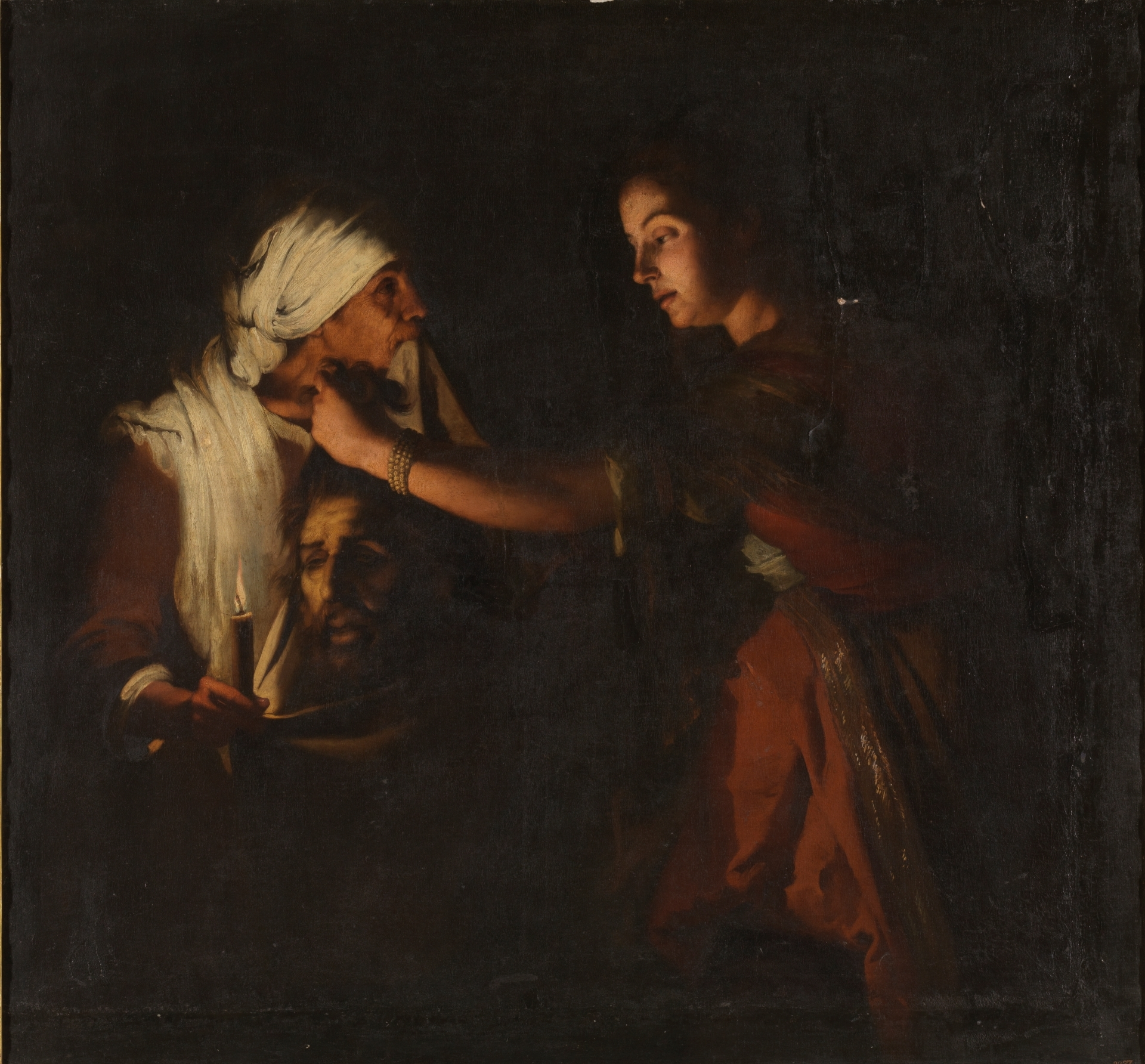
Адам де Костер. «Юдиф і служниця з головою Олоферна», Національний музей Прадо, Мадрид
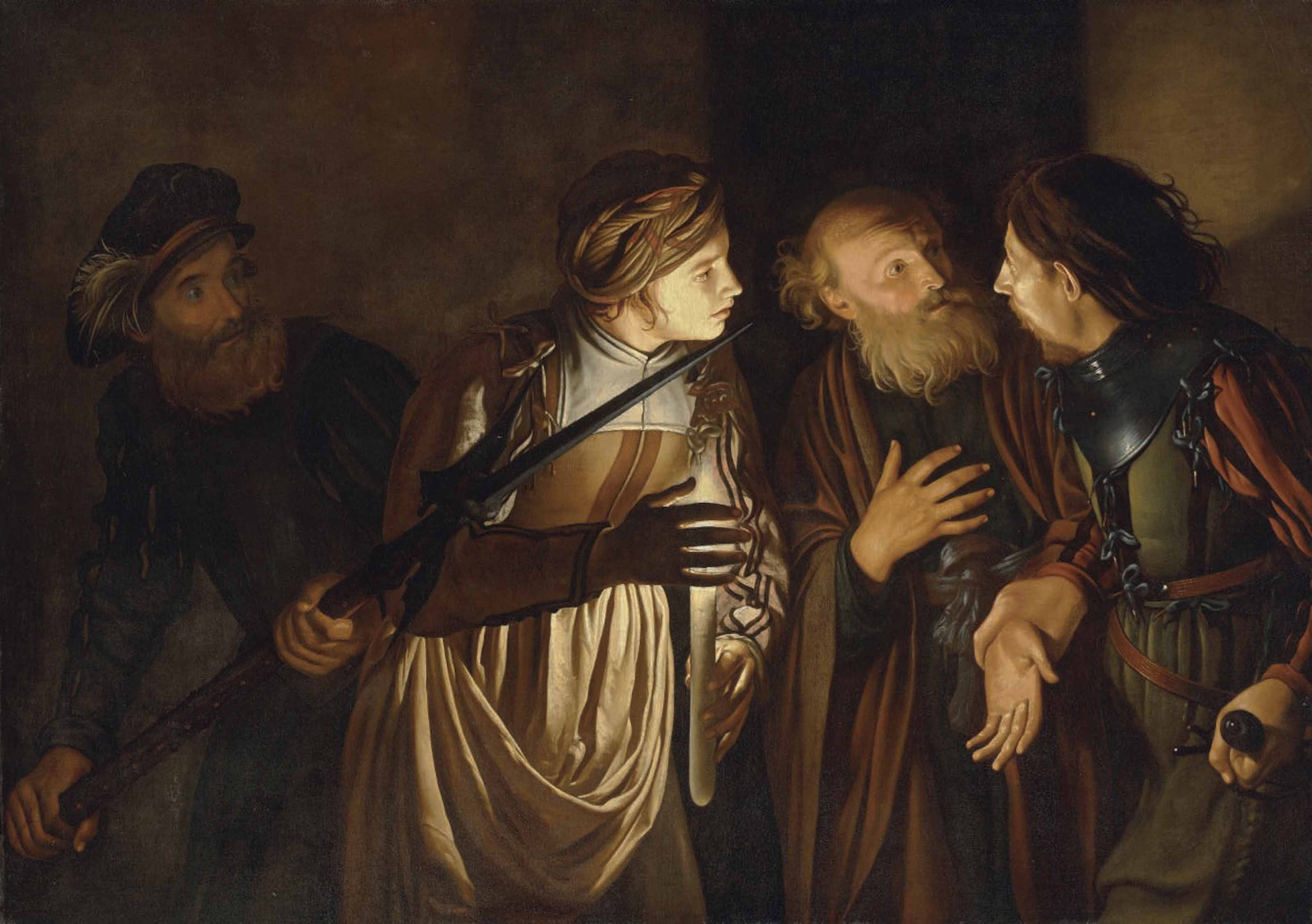
Адам де Костер. «Зречення апостола Петра»